# Чарторыйский, Ежи Константин
Князь Ежи Константин Чарторыйский (пол. Jerzy Konstanty Czartoryski; 24 апреля 1828, Дрезден — 23 декабря 1912, Вена) — польский помещик, консервативный политик, депутат Рейхсрата и Национального Сейма Галиции.

## Биография
Представитель польско-литовского княжеского рода Чарторыйских герба «Погонь». Младший сын князя Константина Адама Чарторыйского (1773—1860) и Марии Дзержановской (1790—1842).
Воспитывался в венском дворце Вайнхаус. Он находился в тесных отношениях со своим дядей Адамом Чарторыйским и возглавляемым им отелем Ламбертом. Однако в этот период он не выполнял никаких важных политических функций, но проявлял интерес к музыке — он издавал профессиональные сочинения в этой области в Вене, сначала «Monatsschrift für Theater und Musik», а затем «Reviewen und Mittheilungen über Theater und Kunst».
В 1866 году он поселился в Галичине, в имение Пелкине, недалеко от Ярослава. Его резиденцией был отреставрированный дворец в Пелкне. С тех пор он занимался более широкой политической деятельностью. Член поветовой рады (1874—1911) и член (1877—1909) и председатель (1893—1897, 1900—1909) Ярославского поветового отдела. Был депутатом краевого сейма Галиции 2-го созыва (18 января 1867 — 13 февраля 1869), 3-го созыва (20 августа 1870 — 26 апреля 1876), 4-го созыва (8 августа 1877 — 21 октября 1882), 5-го созыва (15 сентября 1883 — 26 января 1889), 6-го созыва (10 октября 1889 — 17 февраля 1894), 7-го созыва (28 декабря 1895 — 9 июля 1901) и 8-го созыва (28 декабря 1901 — 12 октября 1907).
Он также был депутатом Рейхсрата Австро-Венгрии 5-го созыва (4 февраля 1873 — 19 октября 1876), 6-го созыва (7 ноября 1879 — 23 апреля 1885), 7-го созыва (22 сентября 1885 — 23 января 1891), 8-го созыва (13 апреля 1891). В последнем уже после избрания был назначен потомственным членом Палаты господ (13 апреля 1891 — 23 декабря 1912). Его мандат был принят после дополнительных выборов 9 июня 1891 года Владиславом Козебродским. В австрийском парламенте входил в группу консервативных депутатов (подоляков) польского кружка в Вене. У него были выразительные политические взгляды. Выступал за перестройку государства в федералистском духе. Он постулировал сохранение либеральных свобод. Был за тесное сотрудничество польского кружка с чешской оппозицией. В 1887 году он был назначен австрийским тайным советником.
Он много работал на социальном и благотворительном поприще. В 1868—1870 годах был президентом Галицкого музыкального общества. Он был основателем и президентом в 1892—1896 годах польского педагогического общества, а в 1878 году получил звание почетного члена PTP. В своих владениях он учредил многочисленные школы, охранники или народные читальни. Он поддерживал в сельской местности сельскохозяйственные кружки, кредитную кассу и домашнее производство.
Похоронен 28 декабря 1912 года в Сеняве в склепе рода Чарторыйских, расположенном в церкви Успения Пресвятой Богородицы в Сеняве.

## Семья
С 1864 года был женат на Марии Чермак (4 мая 1835 — 27 июня 1916), дочери пражского врача, сестре физиолога Иоганна Непомука Чермака и чешского художника-живописца Ярослава Чермака. У них были дети:
- Ванда Чарторыйская (20 августа 1862 — 16 мая 1920), незамужняя и бездетная
- Витольд Леон Чарторыйский (10 февраля 1864 — 6 сентября 1945)[4].